# Selenogyrus austini
Espèce
Synonymes
- Selenogyrus austinius Smith, 1990

Selenogyrus austini est une espèce d'araignées mygalomorphes de la famille des Theraphosidae.

## Distribution
Cette espèce est endémique de Sierra Leone.

## Étymologie
Cette espèce est nommée en l'honneur d'E. E. Austin.

## Publication originale
- Smith, 1990 : Baboon spiders: Tarantulas of Africa and the Middle East. London, Fitzgerald, p. 1-142.